# Lou Creekmur
Louis "Lou" Creekmur, född den 22 januari 1927 i Hopelawn, New Jersey USA, död den 5 juli 2009 var en  amerikansk fotbollsspelare  som representerade Detroit Lions under sin professionella karriär och blev senare invald i Pro Football Hall of Fame för sina insatser. Detroit Lions tog tre av sina fyra mästerskapstitlar i NFL med Creekmur i laget 1952, 1953 och 1957.

## Tidiga åren
Efter att ha spelat som tackle i high school (Woodbridge ) spelade Creekmur vidare på College of William & Mary där han dock fick göra två års uppehåll från studierna på grund av militärtjänst. Under sitt sista år på college 1949 vann Creekmur Jacobs Blocking Trophy och spelade i Senior Bowl samt blev uttagen till All-star-matchen för collegeskolorna. Creekmur draftades redan 1948 av Philadelphia Eagles från NFL och av Los Angeles Dons från AAFC. Creekmur sökte sig dock till studierena istället för sporten men två år senare när han studerat färdigt återvände han till den amerikanska fotbollen. AAFC hade då precis lagt ned sin verksamhet och hamnade till slut hos Detroit Lions.

## Karriär i Detroit
Under sina första år utmärkte sig Creekmur för sin förmåga att blocka vid både passningsspel och springspel i sin position som offensiv guard. Under resten av sin karriär i Lions spelade han som offensive left tackle med undantag för 1955 års säsong då han var tvungen att rycka in som defensive middle guard. Han spelade samtliga försäsongsmatcher, vanliga säsongsmatcher samt slutspelsmatcher under hans första nio år i klubben vilket inför hans sista säsong innebar att han spelat 165 raka matcher. Utöver de tre mästerskapssegrarna Creekmur vann så blev han även uttagen i åtta raka  pro bowls mellan 1950 och 1957. Creekmur hade egentligen tänkt att avsluta sin karriär 1958 men övertalades att spela igen fyra matcher in på säsongen 1959. Han avslutade sin karriär för gott genom att starta samtliga åtta matcher som återstod på säsongen.

## Efter spelarkarriären
År 1996 valdes han in i Pro Football Hall of Fame tillsammans med Dan Dierdorf, Joe Gibbs, Charlie Joiner, Mel Renfro År 2001 blev Creekmur även invald i National Polish-American Sports Hall of Fame då hans mamma var från Polen